# Parabotia lijiangensis
Parabotia lijiangensis és una espècie de peix de la família dels cobítids i de l'ordre dels cipriniformes.

## Morfologia
- L'espècimen més gran registrat oficialment mesura 83 mm, però hom creu que pot créixer una mica més.
- 10-13 franges verticals i fosques al cos i 2 més a la part superior del cap.
- Presència d'escates grans al cos i als costats del cap.
- Aleta caudal força bifurcada, amb una taca fosca i ocel·lada al centre de la base i 3-4 bandes fosques a cada un dels lòbuls.
- Aleta dorsal amb dues fileres de taques grisenques.
- Aleta anal amb una franja borrosa i una altra més clara.
- Aletes ventrals amb dues bandes.[7]

## Alimentació
En estat salvatge es nodreix d'insectes, crustacis i, potser també, alevins. En captivitat, s'alimenta de Tubifex, cucs de terra, marisc esmicolat, etc.

## Hàbitat i distribució geogràfica
És un peix d'aigua dolça, demersal i de clima subtropical, el qual viu al sud de la Xina: el riu Lijiang a Guangxi i el curs alt del riu Xiang a Hunan.

## Amenaces
Les seues principals amenaces són la pesca i la contaminació produïda per agroquímics.

## Observacions
És inofensiu per als humans.